# Anthorrhiza camilla
Anthorrhiza camilla är en måreväxtart som beskrevs av Jebb. Anthorrhiza camilla ingår i släktet Anthorrhiza och familjen måreväxter. Inga underarter finns listade i Catalogue of Life.